# Can Bartomeu Carbonell
Can Bartomeu Carbonell, també conegut per la Casa del Rellotge és un dels edificis més coneguts de Sitges, al Garraf. És una obra inclosa en l'Inventari del Patrimoni Arquitectònic de Catalunya. Està inclosa en l'Inventari del Patrimoni Arquitectònic de Catalunya.
És una construcció modernista entre mitgeres, de planta baixa, tres pisos i terrat. Té tres portes, la principal a la plaça del Cap de la Vila i les altres dues als carrers Àngel Vidal i Major, respectivament. L'edifici fou un encàrrec de l'importador de teixits Bartomeu Carbonell i Mussons (1859-1947) a l'arquitecte Ignasi Mas i Morell (autor, entre altres obres, de la plaça de toros Monumental de Barcelona). Les obres de construcció es van acabar el 1915.

## Descripció
La casa del Rellotge és un dels edificis més característics de Sitges; fa cantonada entre el carrer Major i el carrer d'Àngel Vidal i s'obre a la plaça del Cap de la Vila, a la configuració de la qual contribueix decisivament. Es tracta d'un gran edifici de planta baixa, tres pisos i terrat amb barana sinuosa. S'hi accedeix per tres portes, situades dues d'elles als carrers Major i À. Vidal, i la tercera i principal a la plaça. La distribució de la resta d'obertures, en general rectangulars, és rectangular.
La part més remarcable de la construcció és la que fa cantonada amb el carrer Major, que compta amb una tribuna de fusta al segon pis i sobretot amb una torre sobresortint, on es troba el rellotge que dona el nom a la casa i que acaba en una punxa coberta amb trencadís de rajoles blanques, grogues i blaves. En conjunt els elements decoratius tenen un paper molt important en l'aspecte extern de l'edifici: ceràmica, ferro i esgrafiats, tot i que aquests darrers es troben força fets malbé. L'edifici va ser restaurat el 2006.

## Història
La "Casa del Rellotge" està situada al Cap de la Vila, on en el segle xvii hi havia un dels sis portals de la muralla nova de Sitges. Aquesta zona va ser reformada segons projecte inicial de Gaietà Buïgas i Monravà aprovat el 17-6-1889 i realitzat amb moltes modificacions per Ignasi Mas i Morell el 1913.
El desembre de 1912 va ser sol·licitat el permís d'obres. El projecte va ser presentat el maig del 1913 i va ser aprovat per l'ajuntament. L'obra es va enllestir el 1915, data que apareix esgrafiada a la cantonada del carrer d'Àngel Vidal.

## Galeria

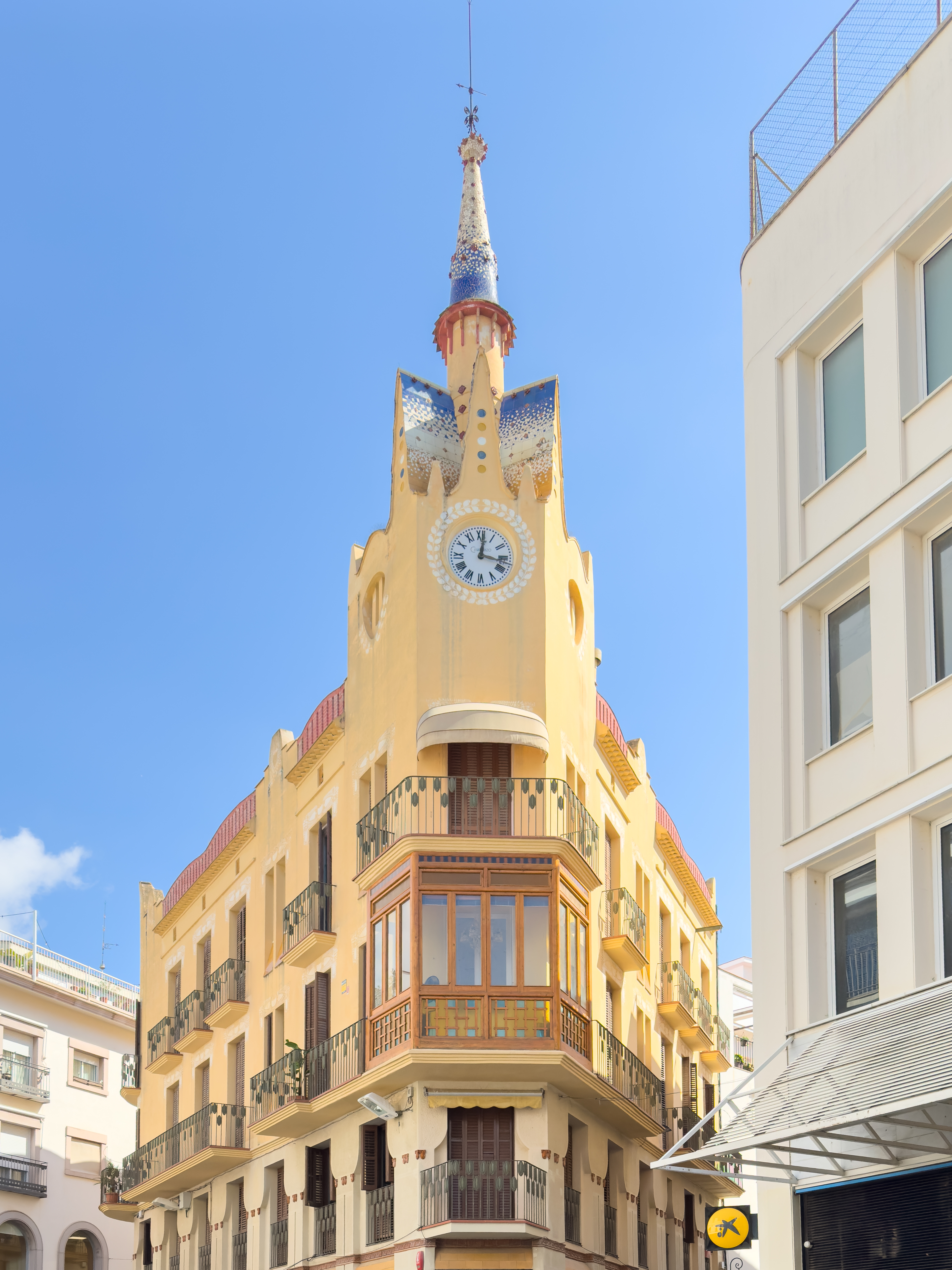
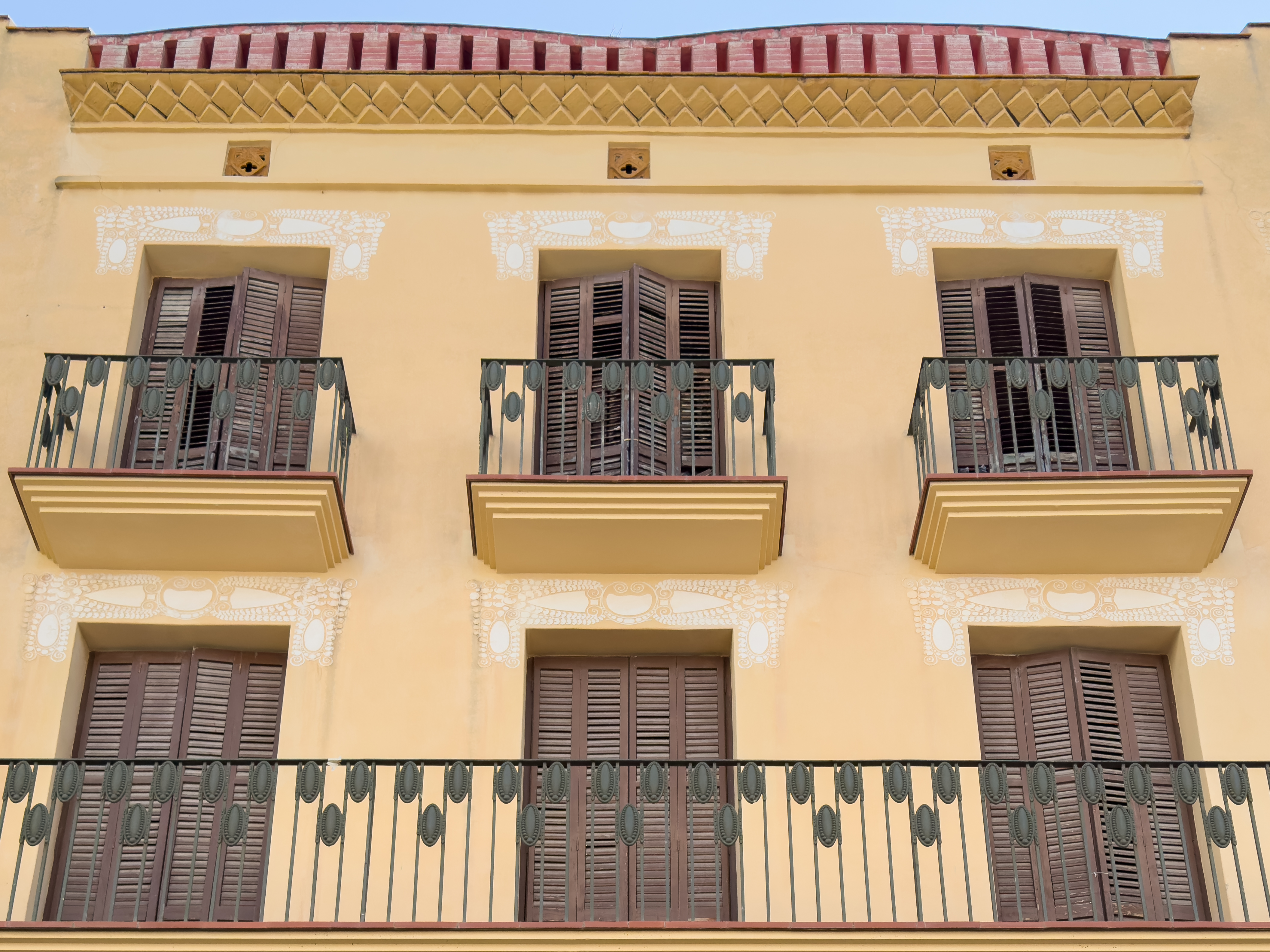
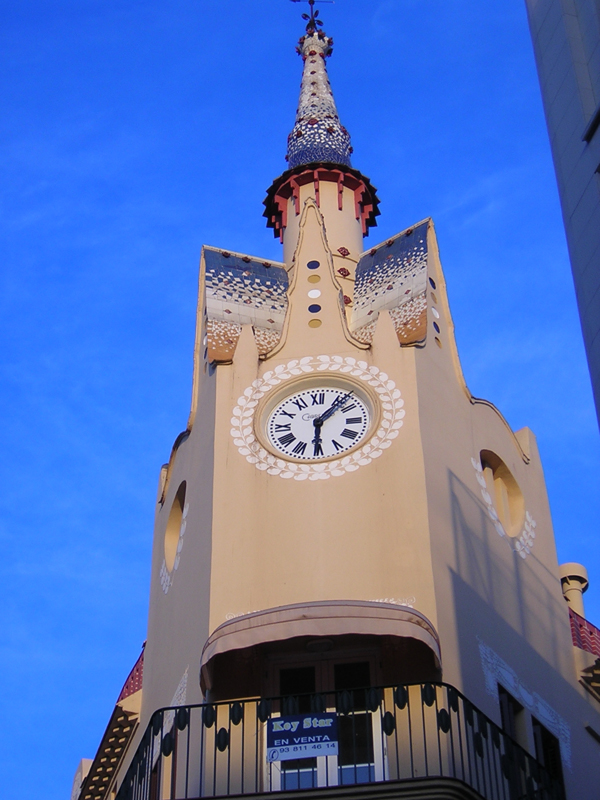